# Elymnias ornamenta
Elymnias ornamenta är en fjärilsart som beskrevs av Hans Fruhstorfer 1907. Elymnias ornamenta ingår i släktet Elymnias och familjen praktfjärilar. Inga underarter finns listade i Catalogue of Life.